# Hospital Duside
El Hospital Duside (en inglés: Duside Hospital) es un centro de salud localizado en el distrito Firestone del Condado de Margibi, en el país africano de Liberia. Tiene 300 camas y es gestionado por la empresa "Firestone Tire and Rubber Company". Se volvió a abrir en diciembre de 2008 y en enero de 2010, fue considerado uno de los mejores hospitales de Liberia. 